# Lidia Žurauskaitė
Lidia Žurauskaitė (russisch Лидия Михайловна Жураускайте/Lidija Michailowna Schurauskaite; * 9. April 1999 in Murmansk) ist eine russisch-litauische Biathletin. Sie startet seit 2023 im Weltcup.

## Sportliche Laufbahn
Lidia Žurauskaitė weist eine recht kurze internationale Karriere auf. Nach mehreren Rennteilnahmen auf nationaler Ebene erregte sie erstmals im Sommer 2022 Aufmerksamkeit, als sie auf eigenen Antrag die russische Staatsbürgerschaft ablegte und nach familiären Hintergründen die litauische annahm. Hintergrund war der Ausschluss russischer Sportler von sämtlichen Biathlonveranstaltungen und das Ziel, an den Olympischen Spielen 2026 teilzunehmen. Der Austritt wurde durch Wladimir Putin persönlich genehmigt. Ihre ersten Rennen für den litauischen Biathlonverband bestritt Žurauskaitė bei den Sommerbiathlon-Weltmeisterschaften 2022, woraufhin sie eine Zeit lang keine internationalen Wettkämpfe bestritt und erst bei der Sommerbiathlon-WM 2023 wieder auftrat, wo sie den 30. Platz des Supersprints erzielte.
Zu Beginn des Winters 2023/24 gab die Litauerin ihr Debüt im IBU-Cup und lief im Einzel von Kontiolahti auf Rang 27, woraufhin sie sofort in den eher dünn besetzten Weltcupkader aufgenommen wurde. Ihr erstes Verfolgungsrennen auf der höchsten Ebene erreichte sie im Dezember in der Lenzerheide, noch besser verlief das Wochenende von Oberhof Anfang Januar 2024, wo Žurauskaitė als 31. des Sprints trotz eines Schießfehlers ihre ersten Weltcuppunkte gewann. Im zugehörigen Verfolger fiel sie auf Platz 54 zurück. Bei den Europameisterschaften schnitt sie sehr erfolgreich ab, sie erreichte Rang sieben im Einzel und Platz 15 im Sprint. Zudem belegte sie an der Seite von Maksim Fomin den zehnten Platz in der Single-Mixed-Staffel. Auch an den Weltmeisterschaften nahm die Litauerin erstmals Teil und erzielte drei Top-60-Platzierungen. In der Saison 2024/25 erreichte sie wieder zweifach die Punkteränge, zudem war das litauische Team erstmals seit gut sechs Jahren wieder in der Lage, eine Frauenstaffel zu stellen. Als bestes Resultat erzielten Žurauskaitė, Judita Traubaitė, Natalija Kočergina und Sara Urumova dabei in Antholz Platz 16.

## Persönliches
Žurauskaitė lebt in Ignalina im Nordosten Litauens.

## Statistiken

### Weltcupplatzierungen
Die Tabelle zeigt alle Platzierungen (je nach Austragungsjahr einschließlich Olympische Spiele und Weltmeisterschaften).
- 1.–3. Platz: Anzahl der Podiumsplatzierungen
- Top 10: Anzahl der Platzierungen unter den ersten zehn (einschließlich Podium)
- Punkteränge: Anzahl der Platzierungen innerhalb der Punkteränge (einschließlich Podium und Top 10)
- Starts: Anzahl gelaufener Rennen in der jeweiligen Disziplin
- Staffel: inklusive Mixed- und Single-Mixed-Staffeln

| Platzierung               | Einzel | Sprint | Verfolgung | Massenstart | Staffel | Gesamt |
| ------------------------- | ------ | ------ | ---------- | ----------- | ------- | ------ |
| 1. Platz                  |        |        |            |             |         |        |
| 2. Platz                  |        |        |            |             |         |        |
| 3. Platz                  |        |        |            |             |         |        |
| Top 10                    |        |        |            |             |         |        |
| Punkteränge               |        | 3      |            |             | 8       | 11     |
| Starts                    | 4      | 13     | 6          |             | 8       | 31     |
| Stand: Saisonende 2024/25 |        |        |            |             |         |        |

### Weltcupwertungen
Ergebnisse bei Weltcups (Disziplinen- und Gesamtweltcup) gemäß Punktesystem.
| Saison  | Einzel | Einzel | Sprint | Sprint | Verfolgung | Verfolgung | Massenstart | Massenstart | Gesamt | Gesamt |
| Saison  | Platz  | Punkte | Platz  | Punkte | Platz      | Punkte     | Platz       | Punkte      | Platz  | Punkte |
| ------- | ------ | ------ | ------ | ------ | ---------- | ---------- | ----------- | ----------- | ------ | ------ |
| 2023/24 | –      | –      | 72.    | 10     | –          | –          | –           | –           | 82.    | 10     |
| 2024/25 | –      | –      | 69.    | 12     | –          | –          | –           | –           | 81.    | 12     |

### Biathlon-Weltmeisterschaften
Ergebnisse bei den Weltmeisterschaften:
| Weltmeisterschaften | Weltmeisterschaften | Einzelwettbewerbe | Einzelwettbewerbe | Einzelwettbewerbe | Einzelwettbewerbe | Staffelwettbewerbe | Staffelwettbewerbe | Staffelwettbewerbe |
| Jahr                | Ort                 | Einzel            | Sprint            | Verfolgung        | Massenstart       | Damenstaffel       | Mixedstaffel       | S.-M.-Staffel      |
| ------------------- | ------------------- | ----------------- | ----------------- | ----------------- | ----------------- | ------------------ | ------------------ | ------------------ |
| 2024                | Nové Město          | 43.               | 60.               | 57.               | –                 | –                  | 17.                | –                  |
| 2025                | Lenzerheide         | 45.               | 69.               | –                 | –                 | 17.                | 16.                | 22.                |